# Gunilla Roempke
Edda Gunilla Roempke (uttalas [römpke]), född 22 juli 1940 i Engelbrekts församling i Stockholm , död 13 november 2005 i Skarpnäck, var en svensk balettdansös, balettchef, librettist, regissör och dansforskare. 
Roempke, som var dotter till Carl Fredrik Roempke och Lani Lidén, engagerades vid Kungliga Baletten från 1958, blev solist 1966 och dessutom koreografiassistent och repetitör från 1971 och samt Kungliga Balettens balettchef 1980–84. 1995 blev hon dess förste balettmästare. Sedan 1983 ägnade hon sig också åt svensk danshistorisk forskning och gav 1994 ut en bok om dansösernas villkor vid den gustavianska teatern, Vristens makt - dansös i mätressernas tidevarv, var utställningskommissarie för utställningen Den gustavianska baletten på Dansmuseet 1992 och gjorde 1993 tillsammans med dansaren Gerd Andersson för Sveriges Television ett TV-program om den svenska klassiska balettens ursprung, Förläng balletterne och förkorta kjortlarne. Hon var dessutom verksam vid Confidencen som librettist och regissör.

## Gunilla Roempkes dansstiftelse
Gunilla Roempkes dansstiftelse bildades 2005 efter hennes bortgång. Stiftelsen delar regelbundet ut stipendier till personer inom dansen. I stipendiejuryn finns Roempkes dotter Titti Gentele och danspersoner som balettchefen Madeleine Onne, koreografen Pär Isberg, balettchefen Marc Ribaud samt även finansmannen Mats Qviberg. Mottagare av stipendiet har varit Göran Svalberg, Lena Wennergren, Karl Dyall och Agneta Stjernlöf Valcu.